# Wang Linwei
Li Lan (forenklet kinesisk: 王琳炜; traditionel kinesisk: 王琳煒; pinyin: Wáng Línwěi, født 29. august 1956) er en tidligere kvindelig kinesisk håndboldspiller der deltog under Sommer-OL 1984.
I 1984 var hun med på de kinesiske håndboldhold som vandt en bronzemedalje. Hun spillede i alle fem kampe og scorede elleve mål.